# Грант (Небраска)
Грант (енгл. Grant) град је у америчкој савезној држави Небраска.

## Демографија
По попису из 2010. године број становника је 1.165, што је 60 (-4,9%) становника мање него 2000. године.
| Група             | 2000.         | 2010.         |
| Белци             | 1.200 (98,0%) | 1.125 (96,6%) |
| Афроамериканци    | 0 (0,0%)      | 1 (0,1%)      |
| Азијати           | 2 (0,2%)      | 5 (0,4%)      |
| Хиспаноамериканци | 15 (1,2%)     | 31 (2,7%)     |
| Укупно            | 1.225         | 1.165         |